# 新愛知
新愛知（しんあいち）とは、1888年（明治21年）創刊の日刊新聞である。文字通り現在の愛知県名古屋市を拠点に発行していた。現在の中日新聞の前身の一つ。

## 解説
名古屋で現存する最古の近代新聞は、1876年（明治9年）に創刊した『愛知日報』だった。
愛知日報改め愛岐日報は10年後の1886年（明治19年）、競合の2紙と合同して『扶桑新聞』となる。同年、本紙の直接の前身となる新聞が無題号（固有名詞ではなく「特に名称の無い新聞」の意味でこう呼ばれる）のまま創刊。後に本紙と合併する名古屋新聞の前身金城新報も創刊した。
翌年には『愛知絵入新聞』と命名され日刊紙となるも、新聞紙条例を盾に取った官憲による弾圧で廃刊に追い込まれる。
その後、無題号の創刊時から愛知絵入新聞に関わっていた大島宇吉によって1888年（明治21年）7月5日に『新愛知』の名称で復刊し、1914年（大正3年）から1924年（大正13年）までは、桐生悠々を主筆として迎えた。
昭和に入るころは政友会系の新聞として東京・大阪の中央紙に次ぐ地方最有力紙にまで成長し、関東大震災後に経営不振に陥っていた東京の名門紙である國民新聞社（後の東京新聞社）を傘下に収めた。この時期には愛知県内で最大の部数を誇り、読者基盤は拠点の名古屋市内よりも尾張南部の知多半島一帯および三河の郡部が中心であったが、名古屋市内と尾北では民政党系の名古屋新聞が優位で、両紙は政論・販売・各種事業の分野で激しいライバル争いを繰り広げた。
1936年（昭和11年）には、当時の主筆であった田中斉により職業野球チーム名古屋軍（現在の中日ドラゴンズ）を結成。読売新聞社社主で大日本東京野球倶楽部創設者の正力松太郎による日本職業野球連盟（現在の日本野球機構の源流）の設立構想に対抗して独自リーグ大日本野球連盟の設立を図り、子会社の國民新聞社を通じて大東京軍を結成した。その後、両球団は名古屋新聞が新愛知に対抗して結成した名古屋金鯱軍と共に日本職業野球連盟へ合流している。
大東亜戦争（太平洋戦争・第二次世界大戦）前後の新聞統制に伴い1942年（昭和17年）5月、扶桑新聞の後身で大阪毎日新聞（現・毎日新聞）系の夕刊紙となっていた名古屋毎日新聞を合同。これにより本紙創刊の10年前に誕生した愛知日報→愛岐日報の系譜を組み込んだ。続けて同年9月、長年のライバル紙であった名古屋新聞社と合併し、新たに中部日本新聞社が設立された。

なお大島家は名古屋新聞の小山家と共に中部日本新聞社、また社名変更後の中日新聞社の歴代社主および中日ドラゴンズのオーナーを輩出し、引き続き両家共同で経営を手がけている。新愛知の旧本社棟は中日新聞社の別館として使われたが、1946年（昭和21年）4月には逆に新愛知の旧本社棟へ登記上本店を移し、それまで本社としていた中区西川端町の名古屋新聞旧本社棟が別館に変わるとともに、傍系紙名古屋タイムズを発行する社団法人名古屋タイムズ社が入居した。2006年（平成18年）には、系列の中日病院が新愛知本社の跡地に移転している。

### 社章・題字
社章

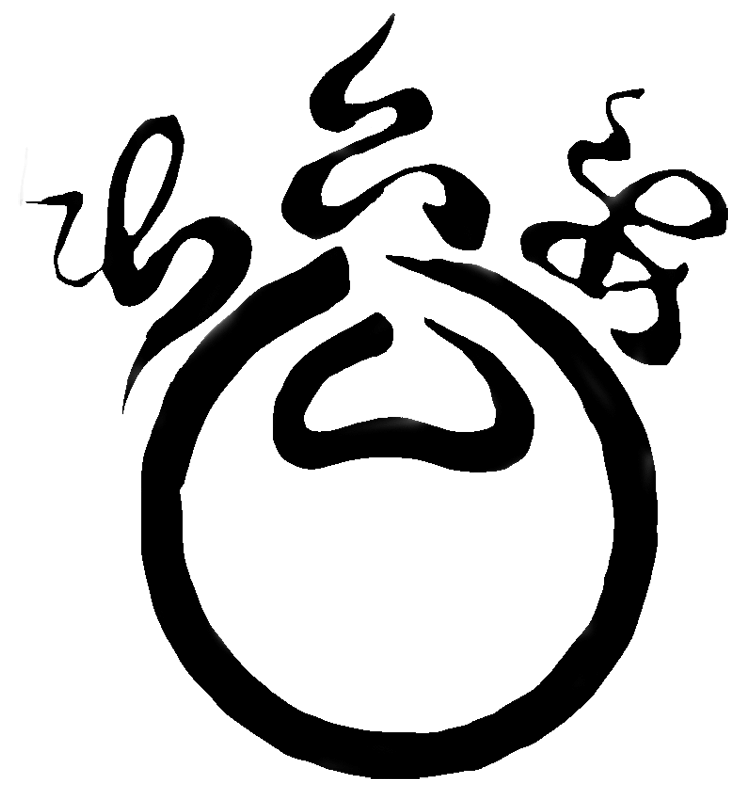
新愛知新聞社の社章

社章は創業者の大島宇吉が信仰していた豊川稲荷の宝珠をイメージした円形の「し」の中に「ん」を書き、上部に1文字ずつ改行の縦書きで「あいち」を加えたもの。1912年（明治45年）の新社屋落成記念絵葉書などで現物を確認できる。
題字
1913年（大正2年）5月20日から1942年（昭和17年）8月31日の最終号まで使用。燭台は啓蒙と指導、秤は正義と中庸、楽器は文化、歯車は工業の発展、神杖は商業、鎌は農業の発展を祈る意味が込められているという。

## 略歴

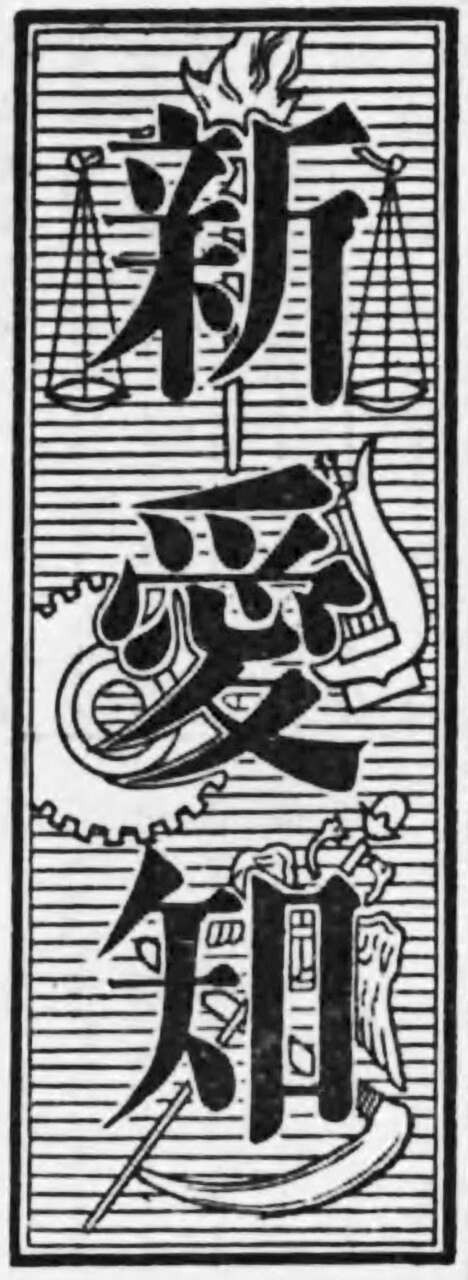
新愛知の題字

- 1886年（明治19年）3月 - 前身となる無題号創刊。
- 1887年（明治20年）8月 - 愛知絵入新聞として新装刊したが、官憲の弾圧により翌年に1年足らずで廃刊。
- 1888年（明治21年）7月5日 - 愛知絵入新聞の発行禁止が解除され、大島宇吉により新愛知として復刊。
- 1912年（明治45年） - 名古屋市中区本町二丁目に本社新社屋落成[4]。2月11日、落成式[4]。
- 1913年（大正2年）5月20日 - 大島宇吉社長の発案による新題字地紋をこの日から使用開始[3]。
- 1933年（昭和8年）5月1日 - 東京の國民新聞の経営権を取得（國民新聞は1942年＜昭和17年＞に都新聞と合併し「東京新聞」になる）。
- 1936年（昭和11年）1月15日 - 名古屋軍（現在の中日ドラゴンズ）を結成。
- 1942年（昭和17年）
  - 5月15日 - 名古屋毎日新聞を合同。
  - 9月1日 - 名古屋新聞社と合併し、株式会社中部日本新聞社設立。日刊紙「中部日本新聞」創刊。本社は西川端町の旧名古屋新聞社に置かれ、新愛知の本社棟は別館となった。

## 地方付録
地方版と異なり、現地支局が独自に編集し、広告を集めて現地で印刷発行を行うもので、一種の地方紙である。
- 三重日報（津市）
- 岐阜日報（岐阜市）
- 駿遠日報（浜松市）
- 新信濃（長野市）
- 東濃新聞（多治見市）

以上は現在の中日新聞（愛知・岐阜・三重県各地の新聞は名古屋の本部、駿遠は東海本社）の源流でもある。
- 北国日報（金沢市）
- 新福井日報（福井市）
- 富山タイムス（富山市）

以上は現在の北陸中日新聞（福井はその後日刊福井と紙面統合し日刊県民福井）の源流でもある。
- 上越日報（高田市。現・上越市）
- 駿河新聞（静岡市）
- 大和旭新聞（奈良市）
- 甲信日日（甲府市）
- 夕刊京都新聞（京都市。現・京都新聞とは無関係。厳密には地方付録ではなく、新愛知の僚紙として創刊。）

## 新愛知新聞社の人物
- 大島一衛 - 1928年（昭和3年）入社。國民新聞社営業局長を経て東京新聞社理事・工務局長。
- 大島一郎 - 1929年時事新報から移籍。國民新聞社総務局長、新愛知新聞社第3代支配人・社長を経て中部日本新聞社初代社長。
- 大島一芳 - 1936年（昭和11年）入社。中部日本新聞東京支社総務局長、北陸本社代表を歴任し副社長に至る。
- 大島慶治郎 - 1916年（大正5年）入社。第2代支配人。
- 勝田重太朗 - 1915年（大正4年）京城日報から移籍して東京支社長。弘報堂（現・日本廣告社）常務、萬朝報営業局長、國民新聞社代表取締役、中部日本新聞社常務を経て名古屋タイムズ初代理事社長。さらに信越放送初代社長、産業経済新聞東京本社社長などを歴任。
- 加藤巳一郎 - 1938年（昭和13年）入社。合併後は経理・販売部門に長く在籍し、新愛知出身ながら名古屋新聞創業家の小山龍三社主に接近する。中部日本新聞社専務取締役・東京本社代表を経て中日新聞社第7代社長・中日ドラゴンズ第10代オーナー。
- 桐生悠々 - 1914年（大正3年）信濃毎日新聞から移籍して主筆。1924年、衆議院選挙出馬のため退社。
- 小嶋源作 - 1929年入社。中部日本新聞社社会部長・出版局長を経て中部日本放送代表取締役常務（実質創業者）、後に第4代社長。
- 小室重弘 - 1889年（明治22年）入社して主筆。衆議院議員当選3回。その後山陽新報（現・山陽新聞）、やまと新聞でも活動。
- 佐藤義夫 - 岩手日報を経て1942年（昭和17年）常務。中部日本新聞社常務を経て中部日本放送第2代社長。
- 杉山虎之助 - 1924年入社。中部日本新聞社工務局長・編集局長を経て第2代社長・中日ドラゴンズ第4代オーナー。
- 千田憲三 - 1916年入社。1919年名古屋電気鉄道へ転職。名古屋鉄道社長、名古屋（中日）ドラゴンズ第6代オーナー、東海テレビ初代社長を歴任。
- 田中斉 - 編集局長、國民新聞社社長を経て衆議院議員当選1回。後に明治大学教授・商学部長。
- 広瀬謙三 - 運動部から野球界社、國民新聞、時事新報を経て1937年（昭和12年）プロ野球史上初の公式記録員に転職。後に野球体育博物館主事。野球殿堂特別表彰受賞。
- 古田昴生 - 1919年（大正8年）入社。学芸部長、極東キネマ専属脚本家、中部日本新聞社編集局次長を経て信越放送で勝田の部下となる。
- 三浦秀文 - 1933年（昭和8年）入社。中部日本新聞社編集局長、東京新聞社副社長を経て中日新聞社第6代社長。

### WEB
1. 1 2  “社史・沿革：中日新聞Web”.  中日新聞. 2021年8月19日閲覧。
2. 1 2 3  春原昭彦. “中京新聞界の祖―「新愛知」を最有力地方紙に　大島宇吉（おおしま・うきち）”.   日本新聞博物館. 2021年8月19日閲覧。
3. ↑  春原昭彦. “戦前、軍部批判を続けた抵抗の新聞人　桐生悠々（きりゅう・ゆうゆう）”.   日本新聞博物館. 2021年8月21日閲覧。

### 書籍
1. ↑  新聞研究所 1925, p. 57-58.
2. ↑  中日新聞社社史編さん委員会 1972, p. 22.
3. 1 2  中日新聞社社史編さん室 1987, p. 76.
4. 1 2  名古屋市会事務局 1963, p. 195.